# Superliga 2023-2024 (pallavolo maschile, Montenegro)
La Superliga 2023-2024, 18ª edizione della massima serie del campionato montenegrino di pallavolo maschile, si è svolta dal 13 ottobre 2023 al 24 aprile 2024: al torneo hanno partecipato sei squadre di club montenegrine e la vittoria finale è andata per la sesta volta consecutiva al Budva.

## Regolamento

### Formula
La formula ha previsto: 
- Regular season, disputata con girone all'italiana, con gare di andata e ritorno, per un totale di dieci giornate: le prime quattro classificate hanno acceduto ai play-off scudetto.
- Play-off scudetto, disputati con:
  - Semifinali, giocate al meglio di due vittorie su tre gare;
  - Finale, giocata al meglio di tre vittorie su cinque gare[2].

### Criteri di classifica
Se il risultato finale è stato di 3-0 o 3-1 sono stati assegnati 3 punti alla squadra vincente e 0 a quella sconfitta, se il risultato finale è stato di 3-2 sono stati assegnati 2 punti alla squadra vincente e 1 a quella sconfitta.
L'ordine del posizionamento in classifica è stato definito in base a:
- Numero di vittorie;
- Punti;
- Ratio dei set vinti/persi;
- Ratio dei punti realizzati/subiti[2].

## Squadre partecipanti
Prima dell'inizio del campionato il Sutjeska Nikšić ha rinunciato alla partecipazione a causa di difficoltà finanziarie.
| Club                   | Stagione | Città        | Impianto                     | Stagione precedente    |
| ---------------------- | -------- | ------------ | ---------------------------- | ---------------------- |
| Budućnost Podgorica    | dettagli | Podgorica    | Sportski centar Morača       | 2ª in Superliga        |
| Budva                  | dettagli | Budua        | Mediteranski Sportski Centar | Campione di Montenegro |
| Galeb                  | dettagli | Antivari     | Sportska dvorana Topolica    | 5ª in Superliga        |
| Jedinstvo Bijelo Polje | dettagli | Bijelo Polje | Sportska Dvorana Nikoljac    | 4ª in Superliga        |
| Lovćen                 | dettagli | Cettigne     | Sportski centar              | Non attiva             |
| Mornar                 | dettagli | Antivari     | Sportska dvorana Topolica    | 3ª in Superliga        |

## Torneo

### Regular season

#### Risultati
| Prima giornata |                                 |     |                                   |
|                |                                 |     |                                   |
| 14-10          | Galeb - Budva                   | 0-3 | 11-25, 13-25, 9-25                |
| 14-10          | Mornar - Jedinstvo Bijelo Polje | 3-2 | 16-25, 36-34, 10-25, 25-22, 15-11 |
| 13-10          | Budućnost Podgorica - Lovćen    | 3-0 | 25-6, 25-9, 25-17                 |

| Seconda giornata |                                              |     |                            |
|                  |                                              |     |                            |
| 22-10            | Budva - Lovćen                               | 3-0 | 25-13, 25-11, 25-17        |
| 20-10            | Jedinstvo Bijelo Polje - Budućnost Podgorica | 1-3 | 25-23, 18-25, 16-25, 23-25 |
| 22-10            | Galeb - Mornar                               | 0-3 | 13-25, 20-25, 9-25         |

| Terza giornata |                                 |     |                     |
|                |                                 |     |                     |
| 02-12          | Mornar - Budva                  | 0-3 | 16-25, 15-25, 19-25 |
| 28-10          | Budućnost Podgorica - Galeb     | 3-0 | 25-11, 25-15, 25-14 |
| 29-10          | Lovćen - Jedinstvo Bijelo Polje | 0-3 | 17-25, 18-25, 16-25 |

| Quarta giornata |                                |     |                     |
|                 |                                |     |                     |
| 03-11           | Budva - Jedinstvo Bijelo Polje | 3-0 | 25-14, 25-17, 25-13 |
| 04-11           | Galeb - Lovćen                 | 3-0 | 25-23, 25-22, 26-24 |
| 04-11           | Mornar - Budućnost Podgorica   | 0-3 | 13-25, 10-25, 17-25 |

| Quinta giornata |                                |     |                     |
|                 |                                |     |                     |
| 07-12           | Budućnost Podgorica - Budva    | 0-3 | 18-25, 19-25, 16-25 |
| 12-11           | Lovćen - Mornar                | 0-3 | 20-25, 22-25, 19-25 |
| 11-11           | Jedinstvo Bijelo Polje - Galeb | 3-0 | 25-17, 29-27, 25-20 |

| Sesta giornata |                                 |     |                     |
|                |                                 |     |                     |
| 20-11          | Budva - Galeb                   | 3-0 | 25-10, 25-14, 25-5  |
| 19-11          | Jedinstvo Bijelo Polje - Mornar | 3-0 | 25-13, 25-20, 25-23 |
| 19-11          | Lovćen - Budućnost Podgorica    | 0-3 | 17-25, 13-25, 12-25 |

| Settima giornata |                                              |     |                                   |
|                  |                                              |     |                                   |
| 25-11            | Lovćen - Budva                               | 0-3 | 10-25, 8-25, 8-25                 |
| 24-11            | Budućnost Podgorica - Jedinstvo Bijelo Polje | 3-2 | 18-25, 25-23, 20-25, 25-22, 15-13 |
| 27-11            | Mornar - Galeb                               | 3-1 | 25-18, 22-25, 25-21, 25-16        |

| Ottava giornata |                                 |     |                     |
|                 |                                 |     |                     |
| 03-12           | Budva - Mornar                  | 3-0 | 25-13, 25-14, 25-17 |
| 01-12           | Galeb - Budućnost Podgorica     | 0-3 | 17-25, 14-25, 14-25 |
| 02-12           | Jedinstvo Bijelo Polje - Lovćen | 3-0 | 25-14, 25-15, 25-11 |

| Nona giornata |                                |     |                            |
|               |                                |     |                            |
| 16-02         | Jedinstvo Bijelo Polje - Budva | 3-0 | 25-21, 25-22, 25-16        |
| 17-02         | Lovćen - Galeb                 | 1-3 | 24-26, 25-21, 18-25, 10-25 |
| 16-02         | Budućnost Podgorica - Mornar   | 3-0 | 25-20, 25-10, 25-14        |

| Decima giornata |                                |     |                            |
|                 |                                |     |                            |
| 29-02           | Budva - Budućnost Podgorica    | 3-1 | 24-26, 25-19, 25-13, 29-27 |
| 24-02           | Mornar - Lovćen                | 1-3 | 25-20, 23-25, 18-25, 24-26 |
| 24-02           | Galeb - Jedinstvo Bijelo Polje | 0-3 | 11-25, 13-25, 21-25        |

#### Classifica
| Pos. | Squadra                | Pt | G  | V | P | SV | SP | Ratio | PF  | PS  | Ratio |
| ---- | ---------------------- | -- | -- | - | - | -- | -- | ----- | --- | --- | ----- |
| 1.   | Budva                  | 27 | 10 | 9 | 1 | 27 | 4  | 6,750 | 762 | 480 | 1,588 |
| 2.   | Budućnost Podgorica    | 23 | 10 | 8 | 2 | 25 | 9  | 2,778 | 789 | 611 | 1,291 |
| 3.   | Jedinstvo Bijelo Polje | 20 | 10 | 6 | 4 | 23 | 12 | 1,917 | 805 | 693 | 1,162 |
| 4.   | Mornar                 | 11 | 10 | 4 | 6 | 13 | 21 | 0,619 | 673 | 771 | 0,873 |
| 5.   | Galeb                  | 6  | 10 | 2 | 8 | 7  | 25 | 0,280 | 551 | 772 | 0,714 |
| 6.   | Lovćen                 | 3  | 10 | 1 | 9 | 4  | 28 | 0,143 | 535 | 788 | 0,679 |

      Qualificata ai play-off scudetto

### Play-off scudetto

#### Tabellone
|  | Semifinali | Semifinali             | Semifinali | Semifinali          | Semifinali |   |       | Finale | Finale | Finale | Finale | Finale | Finale | Finale |  |
|  |            |                        |            |                     |            |   |       |        |        |        |        |        |        |        |  |
|  | 1          | Budva                  | 3          | 3                   |            |   |       |        |        |        |        |        |        |        |  |
|  | 1          | Budva                  | 3          | 3                   |            |   |       |        |        |        |        |        |        |        |  |
|  | 4          | Mornar                 | 0          | 0                   |            |   |       |        |        |        |        |        |        |        |  |
|  | 4          | Mornar                 | 0          | 0                   |            | 1 | Budva | 3      | 2      | 3      | 3      |        |        |        |  |
|  |            |                        |            |                     |            | 1 | Budva | 3      | 2      | 3      | 3      |        |        |        |  |
|  |            |                        | 2          | Budućnost Podgorica | 0          | 3 | 1     | 1      |        |        |        |        |        |        |  |
|  | 2          | Budućnost Podgorica    | 2          | Budućnost Podgorica | 0          | 3 | 1     | 1      | 3      | 3      |        |        |        |        |  |
|  | 2          | Budućnost Podgorica    |            |                     |            |   |       |        |        |        |        |        |        |        |  |
|  | 3          | Jedinstvo Bijelo Polje | 0          | 0                   |            |   |       |        |        |        |        |        |        |        |  |

#### Risultati

##### Semifinali
| Gara 1 |                                              |     |                     |
|        |                                              |     |                     |
| 15-03  | Budva - Mornar                               | 3-0 | 25-14, 25-8, 25-14  |
| 14-03  | Budućnost Podgorica - Jedinstvo Bijelo Polje | 3-0 | 25-23, 25-20, 25-21 |

| Gara 2 |                                              |     |                     |
|        |                                              |     |                     |
| 21-03  | Mornar - Budva                               | 0-3 | 6-25, 11-25, 11-25  |
| 20-03  | Jedinstvo Bijelo Polje - Budućnost Podgorica | 0-3 | 20-25, 19-25, 14-25 |

##### Finale
| Gara 1 |                             |     |                     |
|        |                             |     |                     |
| 12-04  | Budva - Budućnost Podgorica | 3-0 | 25-16, 25-23, 25-18 |

| Gara 2 |                             |     |                                   |
|        |                             |     |                                   |
| 16-04  | Budućnost Podgorica - Budva | 3-2 | 16-25, 25-22, 26-24, 20-25, 16-14 |

| Gara 3 |                             |     |                            |
|        |                             |     |                            |
| 20-04  | Budva - Budućnost Podgorica | 3-1 | 22-25, 25-15, 25-16, 25-19 |

| Gara 4 |                             |     |                            |
|        |                             |     |                            |
| 24-04  | Budućnost Podgorica - Budva | 1-3 | 13-25, 26-28, 25-23, 18-25 |

## Classifica finale
| Pos                   | Squadra                | Qualificazione           |
| --------------------- | ---------------------- | ------------------------ |
| Montenegro (bandiera) | Budva                  | Champions League 2024-25 |
| 2                     | Budućnost Podgorica    |                          |
| 3                     | Jedinstvo Bijelo Polje |                          |
| 4                     | Mornar                 |                          |
| 5                     | Galeb                  |                          |
| 6                     | Lovćen                 |                          |